# Président de la république de Colombie
Le président de la république de Colombie (en espagnol : Presidente de la República de Colombia) est le chef de l'État et du gouvernement de Colombie en tant que chef du pouvoir exécutif, pouvoir prévu par la Constitution colombienne aux côtés des pouvoirs législatif et judiciaire du gouvernement national. Selon la Constitution, il est également le commandant en chef des Forces militaires.
Le président de la république de Colombie actuellement en fonction est Gustavo Petro. 
Le pays est une république à régime présidentiel et unitaire où il est élu tous les quatre ans en même temps que le vice-président de la république au suffrage universel direct. Son mandat commence le 7 août de la même année et dure quatre ans (seul Rafael Núñez était entré en fonction le 1er avril 1886). Depuis 2015, le président n’est plus autorisé à briguer un second mandat.

## Système électoral
Le président de la République est élu au scrutin uninominal majoritaire à deux tours pour un mandat de quatre ans non renouvelable,. Est élu le candidat ayant réuni la majorité absolue au premier tour ou, à défaut, celui ayant réuni le plus de voix au cours d'un second tour organisé entre les deux candidats arrivés en tête au premier. 
La Colombie reconnaît les votes blancs comme des votes valides, inclus dans le calcul des résultats. Le candidat victorieux au second tour peut par conséquent être déclaré élu avec un pourcentage des voix exprimées inférieur à 50 %. Par ailleurs, si le total de votes blancs atteint la majorité absolue des votes « valides », il est procédé à un nouveau scrutin auquel les précédents candidats ne peuvent se représenter. Cette disposition ne s'applique cependant pas deux fois de suite : lors de cette nouvelle élection, le candidat ayant recueilli le plus de voix au second tour est déclaré élu quel que soit le pourcentage de votes blancs. 
Peut se présenter à la présidence toute personne âgée d'au moins trente ans et détenant la nationalité colombienne de naissance. Chaque candidat à la présidence se présente avec un colistier, candidat au poste de vice-président. Depuis la réforme constitutionnelle de 2015, le candidat malheureux au second tour devient de droit membre du Sénat et son colistier devient membre de droit de la Chambre des représentants.

## Nombre de mandats
Hormis une brève période de 2004 à 2015, l'histoire constitutionnelle de la Colombie est marquée par l'interdiction faite à un président élu de se présenter à sa réélection,.
La Constitution de Cúcuta de 1821 limite ainsi le président, chef du pouvoir exécutif de la Grande Colombie, à un mandat de quatre ans non renouvelable de manière consécutive. La Constitution de 1991 dans sa version initiale instaure par la suite une limitation stricte à un seul mandat de quatre ans.
Une révision constitutionnelle effectuée sous la présidence d'Álvaro Uribe rompt en 2004 avec cette tradition en autorisant le président à effectuer un second mandat consécutif. Cinq ans plus tard, une seconde tentative de révision de la constitution visant à autoriser un troisième mandat via un référendum d'initiative populaire provoque une importante polémique dans le pays avant d'être rejetée par la Cour constitutionnelle en février 2010.
Sous le second mandat du successeur d'Uribe, Juan Manuel Santos, le Congrès procède en 2015 à une nouvelle révision constitutionnelle, rétablissant la limitation en vigueur avant 2004. La limitation à un unique mandat est renforcée à cette occasion, celle ci ne pouvant désormais être levée qu'en recourant à un référendum ou à une assemblée constituante. Un vice-président ayant assumé les pouvoirs présidentiels pendant plus de trois mois consécutifs ou non est également soumis à une interdiction de concourir. Cette réforme instaure par ailleurs la nationalité de naissance et l'âge minimal de trente ans comme conditions de candidature,.

## Succession et intérim de la présidence
Selon l'article 203 de la constitution colombienne, en cas de décès, de démission ou de destitution, c'est le vice-président de la république qui est en première position pour assurer l'intérim de la fonction ou, le cas échéant, succéder au président et achever l'exercice de la fonction. mandat actuel. En cas d'incapacité du vice-président, un membre du cabinet dans l'ordre d'origine exercera ses fonctions par intérim pendant 30 jours au cours desquels le Congrès élira le nouveau président qui devra appartenir au même parti politique que le président d'origine.